# Phaeotrema uber
Phaeotrema uber är en svampart som beskrevs av Hue 1916. Phaeotrema uber ingår i släktet Phaeotrema, klassen Dothideomycetes, divisionen sporsäcksvampar och riket svampar.   Inga underarter finns listade i Catalogue of Life.